# Kippistia suaedifolia
 Kippistia suaedifolia  F.Muell., 1859 è una specie di piante angiosperme dicotiledoni della famiglia delle Asteraceae, sottofamiglia Asteroideae,  tribù Astereae (Aster lineage) e sottotribù Brachyscominae.  Kippistia suaedifolia è anche l'unica specie del genere  Kippistia  F.Muell., 1859.

## Etimologia
Il nome scientifico della specie è stato definito dal botanico Ferdinand Jacob Heinrich von Mueller (1825-1896) nella pubblicazione " Report on the Plants Collected during Mr. Babbage's Expedition" ( Rep. Pl. Babbage's Exped. 13) del 1858. Il nome scientifico del genere è stato definito nella stessa pubblicazione.

## Descrizione
Portamento. La specie di questa voce ha un habitus di tipo piccolo-arbustivo aromatico.
Fusto. La parte aerea è compatta eretta e molto ramificata. Altezza media: 15 - 60 cm.
Foglie. Le foglie sono disposte in modo alternato. La lamina è semplice lineare a consistenza carnosa (semi-succulente) e superficie glabra; l'apice varia da apicolato a uncinato. Dimensioni delle foglie: lunghezza 2,4 cm; larghezza 0,5 mm. 
Infiorescenza. Le sinflorescenze sono formate da capolini solitari sui rami. Le infiorescenze vere e proprie sono composte da un capolino brevemente peduncolato di tipo radiato con fiori eterogami. I capolini sono formati da un involucro, con forme ampiamente coniche, composto da diverse brattee, al cui interno un ricettacolo fa da base ai fiori di due tipi: fiori del raggio e fiori del disco. Le brattee, lineari-lanceolate e non carenate ma con un ampio margine ialino e a consistenza erbacea, sono disposte in modo più o meno embricato su 2 - 3 serie. Il ricettacolo in genere è nudo ossia senza pagliette a protezione della base dei fiori; la forma varia da piana a conica. Diametro dei capolini: 5 - 7 mm. Lunghezza delle brattee involucrali: 2 - 3 mm.
Fiori.  I fiori sono tetra-ciclici (formati cioè da 4 verticilli: calice – corolla – androceo – gineceo) e pentameri (calice e corolla formati da 5 elementi). Si distinguono in:
- fiori del raggio (esterni): sono femminili e sono disposti su 2 serie; la forma è ligulata (zigomorfa); sono fertili o anche sterili; lunghezza della ligula 0,8 – 1,8 mm;
- fiori del disco (centrali): sono più numerosi con forme brevemente tubulose (attinomorfe); sono ermafroditi.

- Formula fiorale:

*/x K {\displaystyle \infty }, [C (5), A (5)], G 2 (infero), achenio
- Calice: i sepali del calice sono ridotti ad una coroncina di squame.

- Corolla: la forma della corolla alla base è più o meno strettamente imbutiforme, mentre all'apice è ligulata a 5 (raramente 3) denti (i fiori del raggio) o brevemente tubolare con 5 (raramente 4) lobi (i fiori del disco); i lobi, patenti o eretti, hanno una forma triangolare. I colori della corolla sono: giallo e varietà

- Androceo: l'androceo è formato da 5 stami sorretti da filamenti generalmente liberi; gli stami sono connati e formano un manicotto circondante lo stilo; le teche (produttrici del polline) alla base sono troncate e sono lievemente auricolate (molto raramente sono speronate o hanno una coda); le appendici apicali delle antere hanno delle forme piatte e lanceolate; il tessuto endoteciale (rivestimento interno dell'antera) è quasi sempre polarizzato (con due superfici distinte: una verso l'esterno e una verso l'interno). Il polline è sferico con un diametro medio di circa 25 micron;  è tricolporato (con tre aperture sia di tipo a fessura che tipo isodiametrica o poro) ed è echinato (con punte sporgenti).[9][13]

- Gineceo: l'ovario è infero uniloculare formato da 2 carpelli.[5] Lo stilo (il recettore del polline) è profondamente bifido (con due stigmi divergenti) e con le linee stigmatiche marginali separate.[14] I due bracci dello stilo hanno una forma deltoide e sono densamente pelosi.

Frutti. I frutti sono degli acheni con un scarso pappo; in alcune specie è presente un certo dimorfismo (gli acheni dei fiori del raggio differiscono dagli acheni dei fiori del disco);
- achenio: gli acheni dei fiori del raggio, con forme oblunghe lineari, hanno la superficie setolosa; gli acheni dei fiori del disco, con forme ellittiche compresse, hanno la superficie glabra; la parete dell'achenio è formata da celle contenenti rafidi ma prive di fitomelanina; il carpoforo normalmente è anulare; sono presenti setole con punte a forma di ancora; lunghezza degli acheni del raggio 0,8 mm; lunghezza degli acheni del disco 0,8 mm.
- pappo: il pappo, ampio, è formato da una serie di 5 - 8 setole libere o fuse alla base. Le setole sormontano una coppa scariosa lunga 1,5 - 1,8 mm.

## Biologia
Impollinazione: tramite insetti (impollinazione entomogama tramite farfalle diurne e notturne).

Riproduzione: la fecondazione avviene fondamentalmente tramite l'impollinazione dei fiori.

Dispersione: i semi cadono a terra e vengono dispersi soprattutto da insetti come formiche (disseminazione mirmecoria). Un altro tipo di dispersione è zoocoria: gli uncini delle brattee dell'involucro (se presenti) si agganciano ai peli degli animali di passaggio che portano così i semi anche su lunghe distanze. Inoltre per merito del pappo il vento può trasportare i semi anche per alcuni chilometri (disseminazione anemocora).

## Distribuzione e habitat
La specie di questa voce è distribuita in Australia. Cresce attorno ai laghi salini e depressioni, spesso in associazione con rocce gessose.

## Sistematica
La famiglia di appartenenza di questa voce (Asteraceae o Compositae, nomen conservandum) probabilmente originaria del Sud America, è la più numerosa del mondo vegetale, comprende oltre 23.000 specie distribuite su 1.535 generi, oppure 22.750 specie e 1.530 generi secondo altre fonti (una delle checklist più aggiornata elenca fino a 1.679 generi). La famiglia attualmente (2021) è divisa in 16 sottofamiglie; la sottofamiglia Asteroideae è una di queste e rappresenta l'evoluzione più recente di tutta la famiglia.

### Filogenesi
Il genere della specie di questa voce è descritto nella sottotribù Asterinae, una delle quasi 40 sottotribù della tribù Astereae. In base alle ultime ricerche nella tribù sono stati individuati (provvisoriamente) 5 principali lignaggi:
- Basal grade: include alcuni generi isolati, il gruppo "South American-Oceania",  alcune sottotribù africane e il gruppo dei generi legnosi del Madagascar.
- Bellis lineage: comprende le sottotribù eurasiatiche e una sottotribù africana.
- Aster lineage: include i generi asiatici di Asterinae e i principali gruppi dell'Australia e dell'Oceania.
- Baccharis lineage: include alcuni gruppi sudamericani.
- North American lineage: include la vasta gamma di sottotribù del Nordamerica, Messico e alcuni gruppi distribuiti nel Sudamerica.

Il genere  Kippistia (insieme alla sottotribù Brachyscominae) è incluso nel Aster lineage i cui caratteri principali sono: la base delle antere sono prive di code e non sono calcarate (speronate); le linee stigmatiche dei bracci dello stilo sono totalmente separate; i due bracci dello stilo hanno una forma breve o allungata da lanceolata a deltoide e possono essere papillosi o ricoperti da ciuffi di peli (all'esterno, mentre all'interno sono glabri). La distribuzione della maggior parte delle specie di questo gruppo è nelle regioni temperate nord e sud.
La sottotribù Brachyscominae comprende oltre trenta generi suddivisi nei seguente gruppi:
- Brachyscome group
- Calotis group
- Vittadinia group
- Elachanthus group
- Incertae sedis
- Olearia Moench sensu stricto
- Unresolved Olearia segregates

 Kippistia  è incluso nel gruppo "Elachanthus group" insieme ai generi Elachanthus , Isoetopsis e parte di Minuria. In precedenti trattazioni questo genere era descritto nella sottotribù Podocominae.
I caratteri distintivi della specie  Kippistia suaedifolia sono:
- i fiori del raggio sono gialli è l'ovario spesso è sterile;
- i fiori del disco sono tetrameri;
- gli acheni all'apice sono troncati;
- il pappo è ampio.

### Sinonimi
Sono elencati alcuni sinonimi per questa entità:
- Minuria suaedifolia (F.Muell.) F.Muell.
- Therogeron suaedifolius  (F.Muell.) Kuntze
- Minuria kippistiana  F.Muell.